# ثيوسيانات الأمونيوم
ثيوسيانات الأمونيوم هو مركب كيميائي له الصيغة المجملة CH4N2S ، والصيغة المفصلة NH4SCN ، ويكون على شكل بلورات شفافة تتسيل لدى التماس مع الهواء.

## الخواص
- ينحل مركب ثيوسيانات الأمونيوم بشكل جيد جداً في الماء، كما ينحل بالإيثانول.
- بالتسخين بدءاً من حوالي 120°س تحدث عملية إعادة ترتيب للمركب إلى ثيو اليوريا حسب المعادلة

## التحضير
يحضر مركب ثيوسيانات الأمونيوم من تأثير الأمونياك على ثنائي كبريت الكربون.
كما يتشكل أيضاً بعملية التحضير ملح الأمونيوم لحمض ثلاثي ثيو الكربون.

## الاستخدامات
تستخدم المحاليل المائية لمركب ثيوسيانات الأمونيوم في الكيمياء التحليلية للكشف عن مركبات الحديد الثلاثي.